# Olympische Sommerspiele 1900/Krocket

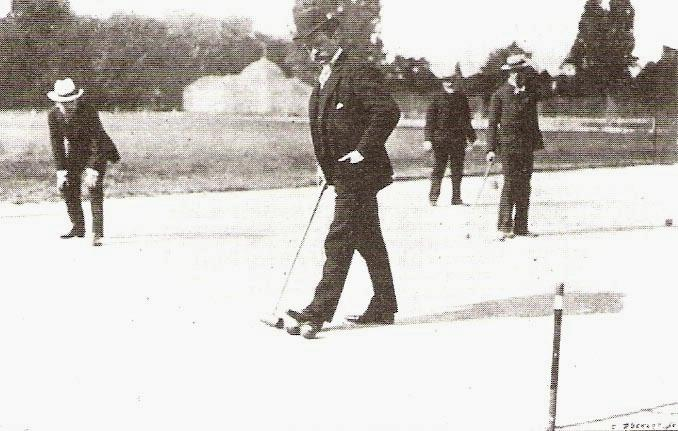
Krocketspiel bei den Olympischen Spielen 1900

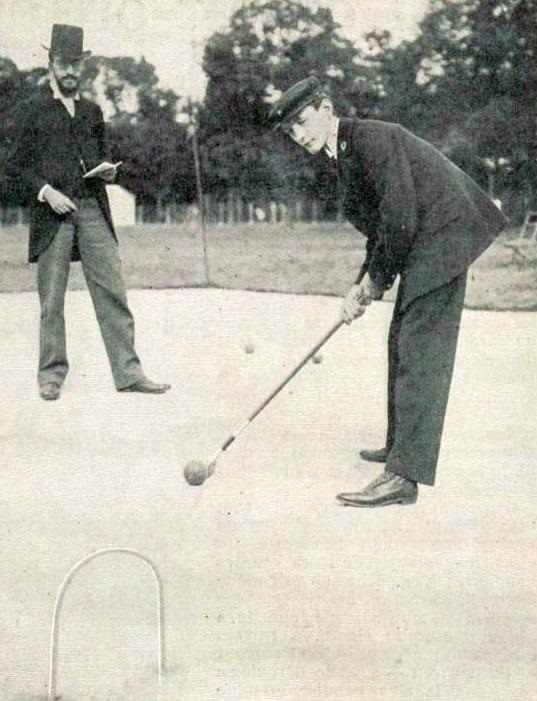
Eine weitere Szene von den Olympischen Spielen 1900

Die in Paris im Rahmen der Weltausstellung (Exposition Universelle et Internationale de Paris) ausgetragenen Internationalen Wettbewerbe für Leibesübungen und Sport (Concours Internationaux d’Exercices Physiques et de Sports) umfasste 3 Wettbewerbe im Krocket (französisch Croquet). Das Internationale Olympische Komitee (IOC) ordnete diese Wettbewerbe dem Programm der Olympischen Sommerspiele 1900 (Spiele der II. Olympiade) zu.

## Ergebnisse

### Einzel mit einer Kugel
| Platz | Land | Sportler           | Schläge |
| ----- | ---- | ------------------ | ------- |
| 1     | FRA  | Gaston Aumoitte    | 15      |
| 3     | FRA  | Georges Johin      | 21      |
| 3     | FRA  | Chrétien Waydelich | –       |

Datum: 28. Juni 1900
Es wurden drei Runden gespielt. An der ersten Runde nahmen 6 Männer und 3 Frauen teil (Sieger Chrétien Waydelich). Nur die vier Besten dieser Runde durften die zweite Runde spielen (Sieger Georges Johin). Aus dieser qualifizierten sich nur die zwei Besten für die Finalrunde (Sieger Gaston Aumoitte). Der dritte Platz für Waydelich wurde aus dem Ergebnis der zweiten Runde bestimmt.

### Einzel mit zwei Kugeln
| Platz | Land | Sportler           | Siege |
| ----- | ---- | ------------------ | ----- |
| 1     | FRA  | Chrétien Waydelich | 3     |
| 2     | FRA  | Maurice Vignerot   | 2     |
| 3     | FRA  | Jacques Sautereau  | 1     |

Datum: 4. Juli 1900
Es gab sechs Anmeldungen, darunter Louise Anne Marie Després und Frau Filleaul Brohy. Letztgenannte trat jedoch zum Wettkampf nicht an. Es wurde eine Vorrunde gespielt, in der Frau Desprès ausschied. Die vier verbliebenen Teilnehmer spielten in einer Finalrunde jeder gegen jeden. Sieger wurde der Spieler mit den meisten gewonnenen Spielen.

### Doppel
| Platz | Land | Sportler                      |       |
| ----- | ---- | ----------------------------- | ----- |
| 1     | FRA  | Georges Johin Gaston Aumoitte | k. A. |

Datum: unbekannt
Die historischen Aufzeichnungen geben keine Auskunft darüber, ob die Sieger dieses Wettbewerbs tatsächlich ohne Konkurrenz gespielt haben, oder ob es Gegner gab.

## Medaillenspiegel
| Platz | Land       | Silber | Bronze | Dritter | Gesamt |
| ----- | ---------- | ------ | ------ | ------- | ------ |
| 1     | Frankreich | 3      | 2      | 2       | 7      |